# Воробьёва, Наталья Илларионовна
Наталья Илларионовна Воробьёва (1910, Троицкое, Пишпекский уезд, Семиреченская область, Туркестанский край, Российская империя — 17 марта 1996, Сокулук, Чуйская область) — звеньевая колхоза имени Крупской Кагановичского района Фрунзенской области, Киргизская ССР. Герой Социалистического Труда (1948). Депутат Верховного Совета СССР 6-го и 7-го созывов. Депутат Верховного Совета Киргизской ССР.

## Биография
Родилась в 1910 году в крестьянской семье в селе Троицкое.
С 1934 года трудилась в колхозе имени Крупской (позднее — имени XXI съезда КПСС) Кагановичского района. С 1956 года возглавляла свекловодческое звено.
В 1956 году звено под её руководством собрало в среднем по 730 центнеров сахарной свеклы с каждого гектара на участке площадью 10 гектаров. Указом Президиума Верховного Совета СССР от 15 февраля 1957 года за выдающиеся успехи, достигнутые в деле увеличения производства сахарной свеклы, хлопка и продуктов животноводства, широкое применение достижений науки и передового опыта в возделывании хлопчатника, сахарной свеклы и получение высоких и устойчивых урожаев этих культур удостоена звания Героя Социалистического Труда с вручением ордена Ленина и золотой медали «Серп и Молот». Также была награждена медалями ВСХВ.
Неоднократно избиралась депутатом Верховного Совета Киргизской ССР (1950—1962) и депутатом Верховного Совета СССР 6-го (1962—1966) и 7-го (1966—1970) созывов от Совета национальностей.
После выхода на пенсию проживала в родном селе, где скончалась в 1996 году.